# Большелогское сельское поселение
Большело́гское се́льское поселе́ние — муниципальное образование в Аксайском районе Ростовской области.
Административный центр поселения — хутор Большой Лог.

## География
Территория Большелогского сельского поселения на юге ограничена землями города Аксай, на севере — территорией Рассветовского сельского поселения, на юго-востоке — Старочеркасским сельским поселением. На юго-западе и западе граничит с городом Ростовом-на-Дону.

## История
В конце 1920-х годов на этой территории на базе индивидуальных хозяйств был создан совхоз. Здесь располагалась коммуна имени Ворошилова, затем колхоз имени «Заветы Ленина». В колхозе насчитывалось около 200 хозяйств, среди трудящихся было 450 человек. Колхоз «Заветы Ленина» занимался овощеводческими культурами и зерновыми культурами. Территорию от реконструктора до весовой занимали виноградники. В XXI веке на территории Большелогской сельской администрации расположено несколько предприятий, которые занимаются сельским хозяйством. Есть кирпично-черепичный цех РУМГа. Территория хутора газифицирована. Среди подведомственных учреждений сельского поселения можно выделить два: муниципальное учреждение культуры Большелогского сельского поселения «Реконструкторский сельский Дом культуры» и муниципальное учреждение культуры Большелогского сельского поселения «Реконструкторская сельская библиотека».
Работает два образовательных учреждения, рассчитанные на 500 и 250 мест. Функционируют детские дошкольные учреждения — детский сад «Соловушка», «Буратино» и «Колосок». Работает больница, врачебная амбулатория, 4 фельдшерско-акушерские пункты.

## Административное устройство
В состав Большелогского сельского поселения входят:
- хутор Большой Лог
- посёлок Водопадный
- хутор Камышеваха
- хутор Пчеловодный
- посёлок Реконструктор
- посёлок Российский
- посёлок Янтарный

## Население
| 2010    | 2012    | 2013    | 2014    | 2015    | 2016    | 2017    |
| ------- | ------- | ------- | ------- | ------- | ------- | ------- |
| 10 056  | ↗10 175 | ↗10 288 | ↗10 638 | ↗11 200 | ↗11 771 | ↗12 392 |
| 2018    | 2019    | 2020    | 2021    |         |         |         |
| ↗12 705 | ↗13 237 | ↗13 904 | ↗14 369 |         |         |         |